# Schram City
Schram City és una població dels Estats Units a l'estat d'Illinois. Segons el cens del 2000 tenia 700 habitants.

## Demografia
Segons el cens del 2000, Schram City tenia 653 habitants, 263 habitatges, i 188 famílies. La densitat de població era de 345,4 habitants/km².
Dels 263 habitatges en un 33,1% hi vivien nens de menys de 18 anys, en un 54% hi vivien parelles casades, en un 13,3% dones solteres, i en un 28,5% no eren unitats familiars. En el 26,2% dels habitatges hi vivien persones soles el 15,2% de les quals corresponia a persones de 65 anys o més que vivien soles. El nombre mitjà de persones vivint en cada habitatge era de 2,46 i el nombre mitjà de persones que vivien en cada família era de 2,91.
Per edats la població es repartia de la següent manera: un 24,3% tenia menys de 18 anys, un 8% entre 18 i 24, un 28% entre 25 i 44, un 22,8% de 45 a 60 i un 16,8% 65 anys o més.
L'edat mediana era de 39 anys. Per cada 100 dones de 18 o més anys hi havia 97,6 homes.
La renda mediana per habitatge era de 33.750 $ i la renda mediana per família de 41.500 $. Els homes tenien una renda mediana de 31.667 $ mentre que les dones 20.625 $. La renda per capita de la població era de 16.994 $. Aproximadament el 4,9% de les famílies i el 7,9% de la població estaven per davall del llindar de pobresa.

## Poblacions més properes
El següent diagrama mostra les poblacions més properes.